# Jardín Colón
El Jardín Colón es un espacio público ubicado en la intersección del centro histórico, el Barrio de San Miguelito y el Barrio de San Sebastián en la ciudad de San Luis Potosí, San Luis Potosí, México. El jardín es catalogado como monumento histórico por el Instituto Nacional de Antropología e Historia (INAH) para su preservación.

## Historia
En el sitio que actualmente ocupa el jardín estaba el barrio y convento de la Merced. Se dice que el 10 de agosto de 1606, cuando caía el día festivo de Lorenzo de Roma, la gente que acompañaba al capitán Gabriel Ortiz de Fuenmayor lo esperaba por la palma gorda donde ahora está el reloj del jardín. Una tormenta fuerte llegó y cayó un rayo cerca de la gente pero todos resultaron ilesos. El capitán prometió la construcción de una ermita dedicada a San Lorenzo.
Al fallecer el capitán Fuenmayor el mayo de 1617, su esposa cede la ermita y el terreno aledaño a la Orden de la Merced. Ya para 1622 los mercedarios obtuvieron permiso para edificar su convento pero tuvieron que lidiar con disputas con la Orden Franciscana y la Orden Agustiniana. El 20 de julio de 1681 se inició la construcción de un complejo más grande, con un templo, un convento y un panteón. Los mercedarios creen que la antigua ermita era muy pequeña. Fue terminada en 1685. Tenía nueve altares de barroco estípite similares a los que se encuentran en el Templo de Nuestra Señora del Carmen. Ocho de los retablos eran de madera sobredorada. En 1782 se demolió la torre original para reemplazarla con una nueva. Destacaban los dos candiles en forma de barco regalados por el capitán José María Otahegui en 1787. Hoy en día los candiles están colocados en la Basílica de Guadalupe y la Iglesia de San Francisco. El escudo de la orden mercedaria ahora se encuentra en el Museo Francisco Cossío.
El convento abarcaba el terreno actual del jardín, el Mercado Tangamanga y parte de la calle Morelos. El convento fue demolido por cañonazos el 24 de marzo de 1862 por orden de Jesús González Ortega con la aplicación de las leyes de Reforma. En el lugar del convento se construyó el Mercado Colón y el panteón dejó de existir. El jardín fue proyectado por el ingeniero Manuel Lara Missoten. Se conoce como el Jardín Colón porque fue inaugurado en 1883 en anticipación de la Celebración del IV Centenario del Descubrimiento de América. En 1946 se inició la construcción de un nuevo mercado oficialmente llamado Mercado Tangamanga pero conocido por muchos potosinos como el Mercado de la Merced.
Es distintivo su reloj de cantera, donado por la colonia española para conmemorar el Centenario de la Independencia de México. De 1926 a 1927 se construyó la balaustrada que la rodea. El jardín ha tenido la misma apariencia desde una remodelación de 1953.
En el norte del jardín se puede encontrar La Cubana, una antigua tlapalería que fue fundada en 1875. Ahí se vendían abarrotes, ferretería, solventes, hielo y agua envasada para los vecinos de la Calle Ignacio Zaragoza. En 1920 el negocio fue comprado por Exiquio Reyna Juárez. Por mucho tiempo fue una gasolinera, con la bomba ubicada frente al Jardín Colón.
A partir de 2017 se inició la rehabilitación del parque ya que no había sido renovada en muchos años. El gobierno municipal tomó la iniciativa como parte de una remodelación de la Calzada de Guadalupe y otros monumentos como la Caja del Agua. Los comerciantes del Mercado Tangamanga resaltaron que muchos visitantes después de ir al mercado quieren pasear por toda la calzada para descansar. Se restauró parte de la balaustrada de la torre reloj.